# Riedheim (Holzheim)
Riedheim ist ein Gemeindeteil der Gemeinde Holzheim im Landkreis Donau-Ries (Regierungsbezirk Schwaben, Bayern).

## Geographie
Das Dorf liegt östlich von Holzheim im Tal der Kleinen Paar und des Osterbaches zwischen Stadel und Bergendorf in den Tälern der Hochfläche des Unteren Lechrains der Aindlinger Terrassentreppe. Naturräumlich gehört es also zur Donau-Iller-Lech-Platte, die wiederum Teil des Alpenvorlandes ist, eine der Naturräumlichen Haupteinheiten Deutschlands.

## Lage
Durch Riedheim führt die Kreisstraße DON 34. An das überörtliche Straßennetz ist das Dorf über die Bundesstraße 2 (Meitingen) und über die Bundesstraße 16 (Rain-Ost) angeschlossen. Die nächsten Bahnhöfe sind ebenfalls in Meitingen und in Rain.

## Geschichte
Es handelt sich bei Riedheim um einen -heim-Ort, das heißt, die Siedlung wurde von Baiern ungefähr zwischen 600 und 650 nach Christus gegründet. Ried deutet auf eine Waldrodung hin.

### Adelssitz und Hofmark
Schon früh war Riedheim ein Adelssitz zuerst Graisbacher Ministerialen, die sich dann auch nach dem Ort Riedheimer nannten.
Ende des 14. Jahrhunderts übernahmen die Riederer die Besitztümer der Riedheimer in der Gegend und errichteten ihre eigene Hofmark in Unterbaar (von da an nannten sie sich Riederer von Paar).
Als Inhaber der Hofmark Riedheim sind die Muggenthaler von Sandersdorf (1483–1490) und die Hausner (1490–1525) bezeugt. 1525 wird Riedheim nicht als Hofmark, sondern nur als Edelmannssitz bezeichnet. Während des 16. Jahrhunderts und bis einschließlich 1606 war der Besitz wieder bei den Muggenthalern, seit 1618 kurze Zeit beim Kloster Thierhaupten, das es 1623 an die Welser weiterverkaufte. Diese sind bis 1666 nachgewiesen, seit 1677 war die Hofmark dauernd im Besitz der Herren von Sandizell bis zur Auflösung der Patrimonialgerichtsbarkeit im Jahre 1848. Die Verwaltung wurde in diesem Zeitraum samt Archiv ins Wasserschloss Sandizell verlagert.
Riedheim hatte Mitte des 18. Jahrhunderts 28 Anwesen, davon zwei landgerichtsunmittelbare sowie 26 zu Sandizell gehörig.
Um 1800 wurde das Schlossgut an den Bauern Josef Kellerer aus Riedheim verkauft und erhielt mit der Zeit den Hofnamen Zum Schlossbauern.

### Verbindung mit Stadel
Historisch ist Riedheim mit Stadel eng verbunden. Die unverteilten Gemeindeflächen sind in der Weide- und Holznutzung nach festen Teilen auf feste Hofstellen beider Altgemeinden urkundlich im Grundbuch vermerkt. Geographisch trennt die beiden Dörfer nur die Kleine Paar. Die beiden Orte haben seit der Gründung eine gemeinsame Freiwillige Feuerwehr Riedheim-Stadel.

### Dorferneuerung
In den Jahren 2018 und 2019 wurde in Riedheim und Bergendorf die Dorferneuerung mit gemeinschaftlichem Ausbau der Ortsdurchfahrten der DON 34 durchgeführt und am 3. Oktober 2019 gemeinsam feierlich abgeschlossen.

## Katholische Kirche
Riedheim gehört zur katholischen Pfarrei Mariä Himmelfahrt in Holzheim. Die Ortskapelle Maria Rosenkranzkönigin steht unter Denkmalschutz und prägt die Mitte des Dorfes. Sie ist ein Bau des späten 19. Jahrhunderts und wurde 1949 nach Osten verlängert.

## Gemeindezugehörigkeit
Bei der Verwaltungsreform Anfang des 19. Jahrhunderts wurde Riedheim mit dem ersten Gemeindeedikt von 1808 ein Steuerdistrikt, dem auch noch Bergendorf und Todtenheim angehörten. Durch das zweite Gemeindeedikt von 1818 wurden Bergendorf und Riedheim jeweils selbstständige Ruralgemeinden im Bezirk des Landgerichtes Rain. Bei der Trennung von Justiz und Verwaltung am 1. Juli 1862 kam die Gemeinde zum Bezirksamt Aichach. Durch die nun günstigere Bahnverbindung wurde der Gerichtsbezirk Rain (mit Ausnahme von Pöttmes und drei weiteren Gemeinden) und damit auch Riedheim am 1. Januar 1880 dem Bezirksamt Neuburg an der Donau (ab 1938: Landratsamt) zugeschlagen. Bis 30. Juni 1972 blieb dies so, am 1. Juli 1972 kam Riedheim im Zuge der Gebietsreform in Bayern zum Landkreis Donau-Ries, der bis zum 1. Mai 1973 die Bezeichnung Landkreis Nördlingen-Donauwörth trug. Die Eingemeindung von Riedheim in die Gemeinde Holzheim erfolgte am 1. Januar 1976.

## Politik
Der letzte Bürgermeister vor der Eingemeindung war Josef Wiedemann (1925–1997).

## Persönlichkeiten
Der ehemalige Landtagsabgeordnete Helmut Guckert wurde in Riedheim geboren.